# Jacob Lucius der Ältere

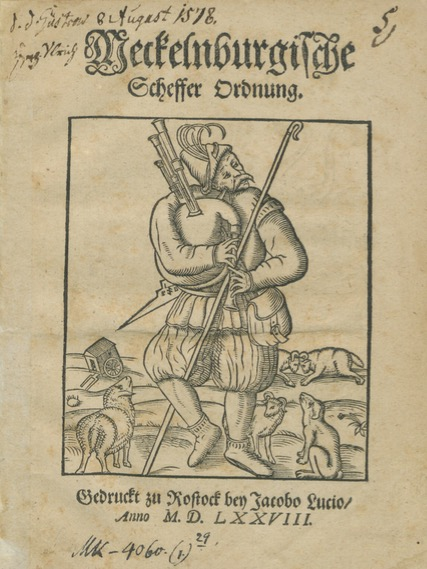
„Meckelnburgische Scheffer Ordnung“, Jacob Lucius, Rostock 1578

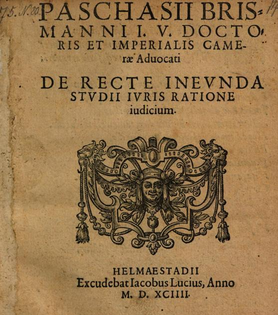
De recte ineunda studii juris ratione iudicium, Jacob Lucius, Helmstedt 1594

Jacob Lucius der Ältere, auch Jacobus Lucius d. Ä. (* um 1530 in Kronstadt (Siebenbürgen); † Oktober 1597 in Helmstedt) war ein deutscher Zeichner, Buchdrucker und Zeitungsverleger.

## Leben
Lucius war ein gebürtiger Siebenbürger Sachse, was seine Signatur I L C T (Iacobus Lucius Coronensis Transsylvanus) belegt.
Er wirkte ab 1556 in Wittenberg als Zeichner für Holzschnitte. Gegen Ende seiner Wittenberger Zeit verlegte er sich auf den Buchdruck. Seit 1564 arbeitete er dann als akademischer Verleger in Rostock, auch unter dem bezeichnenden Namen Jacobus Siebenbürger. Im Oktober 1566 trug er sich zusammen mit seinen Kollegen Nicolaus Wegener und Theodorus Glestein (alias Dietrich Gloichstein) unter der Bezeichnung „typogaphi“ in die Matrikel der Universität Rostock ein.
Am 21. November 1578 wurde Lucius vom Braunschweiger Herzog Julius zum ersten Universitäts-Buchdrucker der Universität Helmstedt bestellt. Im Jahr 1597 starb er an der in der Stadt wütenden Pest.
Sein Sohn Jacob Lucius der Jüngere führte das Buchdruckerhandwerk seines Vaters fort.